# Gotherington
Gotherington – wieś i civil parish w Anglii, w hrabstwie Gloucestershire, w dystrykcie Tewkesbury. Leży 18 km na północny wschód od miasta Gloucester i 142 km na zachód od Londynu. W 2011 roku civil parish liczyła 995 mieszkańców. Gotherington jest wspomniana w Domesday Book (1086) jako Godrinton.